# Бой на Арройо-Секо
Бой на Арройо-Секо (англ. Arroyo Seco Fight) — бой между отрядом техасских рейнджеров и военным отрядом команчей, который произошёл 10 августа 1838 года на ручье Секо-Крик на территории округа Медина. 

## История
Летом 1838 года полковник Генри Карнс возглавил роту техасских рейнджеров из 21 человека для патрулирования техасского фронтира. 10 августа рейнджеры разбили лагерь около Арройо-Секо. В состав патруля входили Джон Хейс и участник Битвы при Сан-Хасинто Бенджамин Кейдж.
Пока техасцы отдыхали, на них внезапно напали около 200 команчей. Карнс предупредил своих людей, чтобы они укрылись в овраге, используя густой кустарник в качестве прикрытия. Несмотря на значительное численное превосходство, рейнджеры удерживали позиции и стреляли поочередно, примерно по семь человек одновременно. Команчи предприняли три атаки, стараясь выбить техасцев из укрытия. Хейсу удалось убить вождя индейцев Эссоваккенни, после чего они отступили. По сообщениям рейнджеров им удалось убить 20 команчей и примерно ещё столько же ранить. У техасцев лишь полковник Карнс был ранен стрелой и большинство лошадей убито. 